# Albaniens volleybollförbund
Albaniens volleybollförbund (albanska: Federata Shqiptare e Volejbollit) grundades 2 september 1945. 
Det har varit anslutet till FIVB sedan 1949 och till CEV sedan 1973. I landet finns 292 licenserade herrspelare och 858 licenserade damspelar fördelade på 73 volleybollag och 31 beachvolleylag. Förbundet är medlem av zonorganisationen Balkan Volleyball Association.